# Samba do Avião
"Samba do Avião", também conhecido como "Song of the Jet", é uma canção de bossa nova compostar em 1962 por Antônio Carlos Jobim, que também escreveu as letras originais em português. As letras em inglês foram feita por Gene Lees.
Na biografia Antonio Carlos Jobim: An Illuminated Man, Helena Jobim descreveu como seu irmão surgiu com a ideia da música: "As muitas caminhadas do Tom Jobim do Ipanema a Santos Dumont Airport rendeu aquela ode à beleza... ele iria seguir em direção ao aeroporto, seguindo a beira da água ao redor do Guanabara Bay. O pretexto para ir era para compra revista e jornais estrangeiros. Em do aeroporto do Santos Dumont ele podia observar sua paixão, o avião. Ainda que ele continha alguns distancia das maquinas. Ele tinha o medo de voar, mais ele amava o poder, esplendor, e a conquista aerodinâmica do homem sobre a máquina dos aviões".
Na música, Tom Jobim escrever sobre pousar em "Galeão" no Rio de Janeiro. O aeroporto foi renomeado em sua honra em 1999 e agora é chamando Aeroporto Internacional Antônio Carlos Jobim.
Tom Jobim escreveu "Samba do Avião" para um filme italiano, Copacabana Palace (1962), que foi tocando por Jula De Palma e I 4 + 4 di Nora Orlandi. O filme foi filmando em Rio e incluir aparecia especiais do Tom Jobim, João Gilberto e D`Os Cariocas.
A primeira apresentação da música foi por Tom Jobim e Os Cariocas em agosto de 1962 no restaurante do Au Bon Gourmet em Copacabana, Rio de Janeiro, em que historiado musical Ruy Castro chama "o show de bossa nova para termina os shows de bossa nova", e incluir Tom Jobim, João Gilberto, Vinícius de Moraes e Os Cariocas no estagio juntos pela primeira e a única vez.
A primeira gravação do música foi laçada em outubro de 1962 por Elza Laranjeira. Os Cariocas teve um hit com a sua interpretação da música em 1963.